# Верден (Оклахома)
Верден (англ. Verden) — місто (англ. town) в США, в окрузі Грейді штату Оклахома. Населення — 508 осіб (2020).

## Географія
Верден розташований за координатами 35°5′0″ пн. ш. 98°5′14″ зх. д. / 35.08333° пн. ш. 98.08722° зх. д. (35.083349, -98.087320).  За даними Бюро перепису населення США в 2010 році місто мало площу 0,85 км², уся площа — суходіл. В 2017 році площа становила 0,92 км², уся площа — суходіл.

## Демографія
Згідно з переписом 2010 року, у місті мешкало 530 осіб у 218 домогосподарствах у складі 146 родин. Густота населення становила 624 особи/км².  Було 250 помешкань (294/км²).
Расовий склад населення:
| - 86,4 % — білих - 7,5 % — корінних американців - 0,2 % — вихідців з тихоокеанських островів |

До двох чи більше рас належало 5,3 %. Частка іспаномовних становила 4,3 % від усіх жителів.
За віковим діапазоном населення розподілялося таким чином: 25,3 % — особи молодші 18 років, 56,6 % — особи у віці 18—64 років, 18,1 % — особи у віці 65 років та старші. Медіана віку мешканця становила 40,6 року. На 100 осіб жіночої статі у місті припадало 87,9 чоловіків;  на 100 жінок у віці від 18 років та старших — 91,3 чоловіків також старших 18 років.
Середній дохід на одне домашнє господарство  становив 45 324 долари США (медіана — 32 237), а середній дохід на одну сім'ю — 53 349 доларів (медіана — 36 667). Медіана доходів становила 35 417 доларів для чоловіків та 24 844 долари для жінок. За межею бідності перебувало 10,8 % осіб, у тому числі 5,5 % дітей у віці до 18 років та 7,0 % осіб у віці 65 років та старших.
Цивільне працевлаштоване населення становило 236 осіб. Основні галузі зайнятості: роздрібна торгівля — 18,6 %, освіта, охорона здоров'я та соціальна допомога — 17,8 %, мистецтво, розваги та відпочинок — 16,1 %.